# Хоровиця
Хоро́виця — село в Україні, у Крупецькій сільській громаді Шепетівського району Хмельницької області. Населення становить 104 особи.

## Символіка

### Герб
В срібному щиті з зеленими сосновогілкоподібними бічниками, дванадцять червоних укорочених нитяних балок, розташованих в стовп. Щит вписаний у декоративний картуш і увінчаний золотою сільською короною. Унизу картуша напис «ХОРОВИЦЯ».

### Прапор
Квадратне полотнище розділене вертикально сосновогілкоподібно на три смуги — зелену, білу, зелену — в співвідношенні 1:6:1. На білій смузі згори донизу розташовані дванадцять червоних укорочених прямокутників.

### Пояснення символіки
На гербі графічно зображене виробництво шпал в лісі біля Хоровиці — один з історичних промислів жителів села, а також розташування села в лісі; водночас багато укорочених балок означає хутори, що колись існували навколо села.

## Історія
На кінець 19 століття у селі 31 будинок і 219 жителів. Відносилось до Кривинської волості, Острозького повіту, Волинської губернії.
На початку XX століття в селі Хоровиця нараховувалось 300 дворів в тому числі прилягали хутори: Хутір Гретинь, Галашевщина, Кульонія, Шляхова, Будки, Лобни. Близько до села Білотин в одному із хуторів знаходився смолярний завод, в 23 кварталі від села був розташований шпалоріз, де працювали люди з різних куточків світу, на даний час на тому місці встановлено пам'ятник. В 36 кварталі від села (пізніше була військова частина) жили люди, був розташований клуб, все це прилягало до села Хоровиця.
7 (20) листопада 1917 року, відповідно до Третього Універсалу Української Центральної Ради, увійшло до складу Української Народної Республіки.
У вересні 1943 року нацистами було спалено 68 дворів села Хоровиця, загинуло 7 жителів.
В 2005 році в селі Хоровиця за рахунок власних коштів сільської ради скульптором Лелях С. М. виготовлено та встановлено на місці першого поховання обеліск Валі Котику та загиблим односельчанам.

## Населення
Згідно з переписом УРСР 1989 року чисельність наявного населення села становила 104 особи, з яких 49 чоловіків та 55 жінок.
За переписом населення України 2001 року в селі мешкали 103 особи.
Станом на 1 січня 2011 року в селі проживало 82 особи, в тому числі дітей дошкільного віку — 2, шкільного віку -14, громадян пенсійного віку — 30, трудящих — 23.

### Мова
Розподіл населення за рідною мовою за даними перепису 2001 року:
| Мова       | Відсоток |
| ---------- | -------- |
| українська | 99,04 %  |
| російська  | 0,96 %   |